# Pimpinella thellungiana
Pimpinella thellungiana är en flockblommig växtart som beskrevs av H.Wolff. Pimpinella thellungiana ingår i släktet bockrötter, och familjen flockblommiga växter. Utöver nominatformen finns också underarten P. t. thellungiana.